# 反響板
反響板（はんきょうばん）は、多目的ホールなどにおいて、舞台上での生演奏に対応するために設置される、音響反射効果用の可動壁。音響反射板とも呼ばれる。ホールによっては舞台部分の壁面がそのまま反響板構造になっている場合があり、その際は固定反響板と呼称することもある。

## 概要
通常、多目的ホールは、あらゆる催事に対応できるように、袖幕、一文字幕、中割幕、ホリゾント幕などを使用する「幕舞台」と呼ばれる状態に設定されている。幕類はそのほとんどが布製で音波を吸収しやすい。また、舞台上部と両端部（舞台袖）は、幕類・装置などの格納、および催事の準備・待機・転換に対応するために大きく開口しており、オーケストラなどによるクラシック音楽や、吹奏楽、声楽など、音響機器を介さない演奏においては、音声が反射されずに拡散し、豊かな響きが得られない。
反響板は、この音声の吸収・拡散を防ぐために、舞台上部と正面奥、および左右の両端（舞台袖）に間口・奥行き相当に設置し、演奏者の音声（一次反射音）を客席へ向けて効率的に反射させて、聴衆に効果的な聴音感を与えるために使用される。ホール内の天井・壁面・床面と合わせて、音響工学の見地から設計・施工されており、ホール内における残響時間や、聴衆の感覚的な「響き」などにも大きな影響がある。近年は音楽催事の内容に合致させるために、客席の壁面・天井と共に反響板の設置角度を機械的に可動・変化させる「残響音可変機構」を備えたホールも増えてきている。
反響板のデザインは洋風である場合が多く、反射効果も西洋音楽に準処して設計され、一般的に邦楽演奏では使用されないことが多い。また、反響板を設置した場合、舞台の客席側以外を全て覆ってしまうことで舞台照明効果が大きく制約される。

## 構造
多くのホールでは、舞台上部の「すのこ」からワイヤーを介して吊られ、必要に応じてこれを下降して舞台上に設置する吊り物タイプの構造で、他に舞台奥に格納される自走式や、舞台床面からの迫り上がり式などもみられる。いずれも相当量の重量があり、人力で昇降させることが困難なため、モーターや油圧により操作盤要員が稼動させて設置･格納を行う例がほとんどであるが、その作業手順や必要な作業人数は各ホールによって様々である。
舞台機構としての反響板設備を持たないホールや、屋外などの開放された舞台、および練習室・リハーサル室などでは、格納場所から作業要員が持ち出し、美術バトンに吊り込んだり直接床面に設置するタイプの仮設反響板が使用されている。

## ステージ周辺における反響板の一例

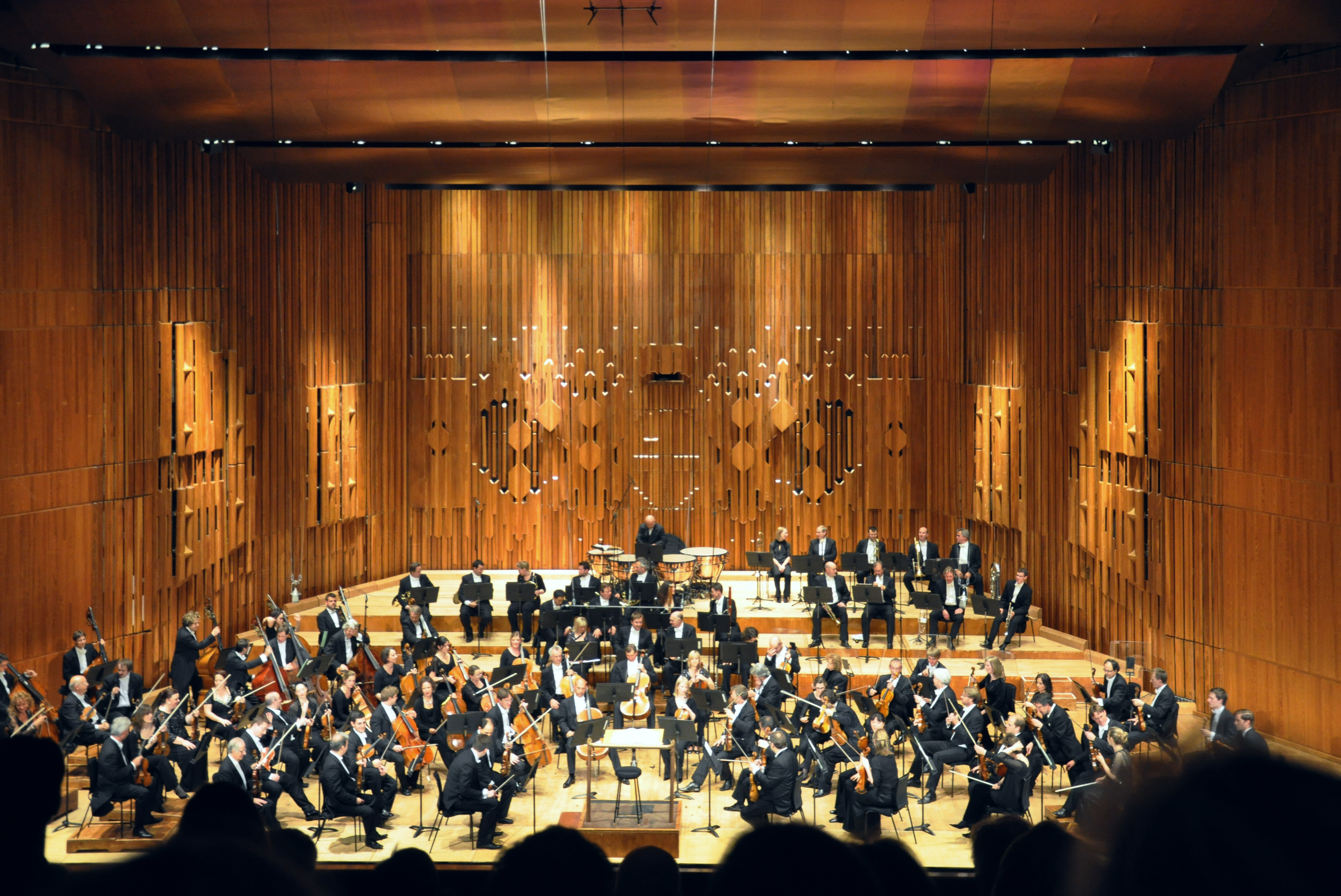
バービカン・ホール
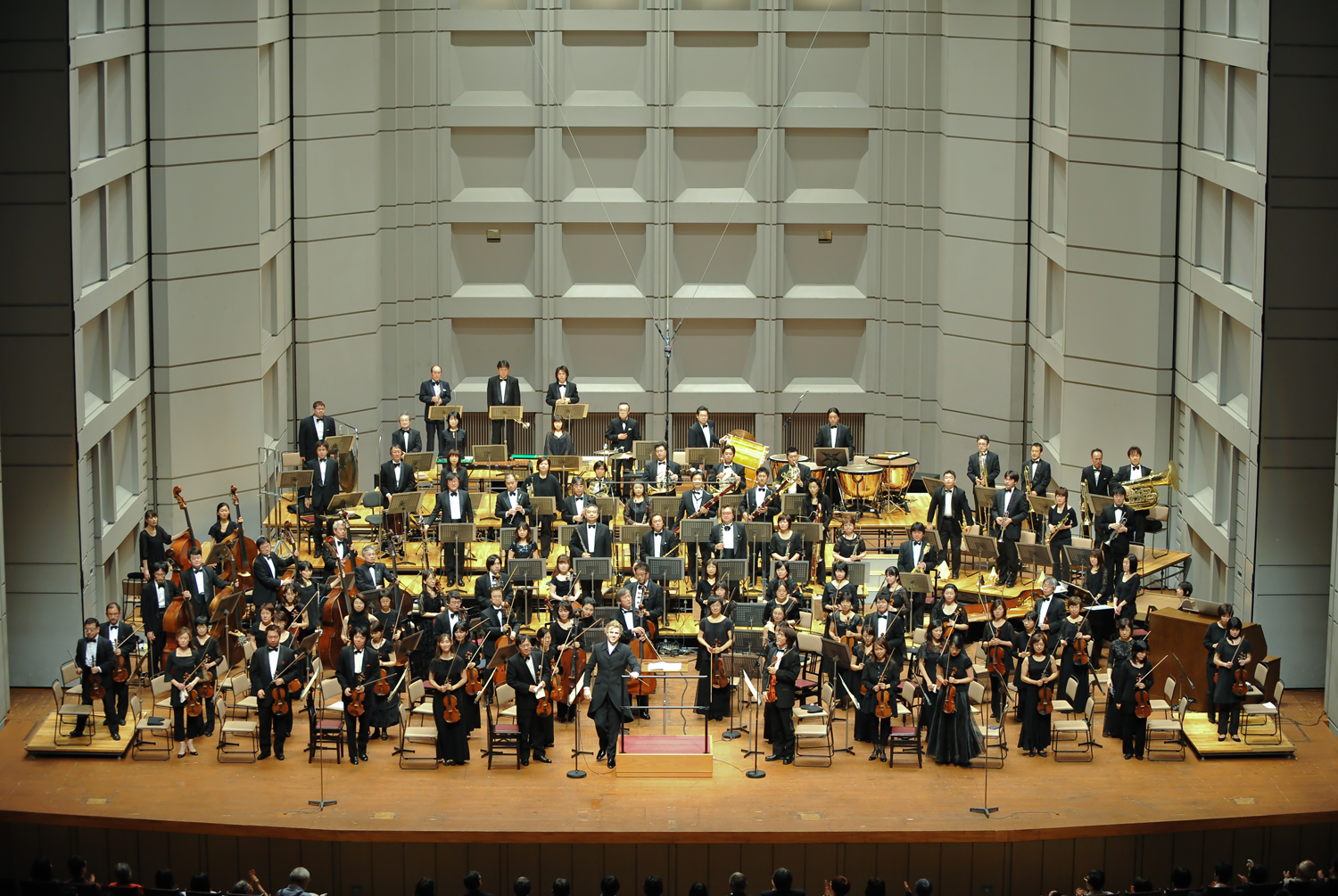
オーチャードホール
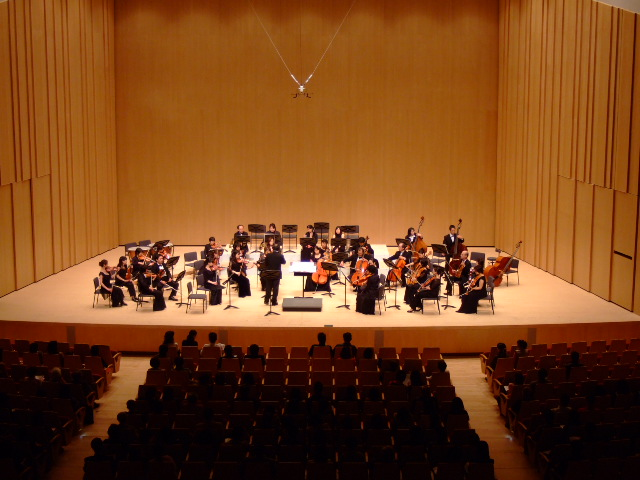
三原市芸術文化センター
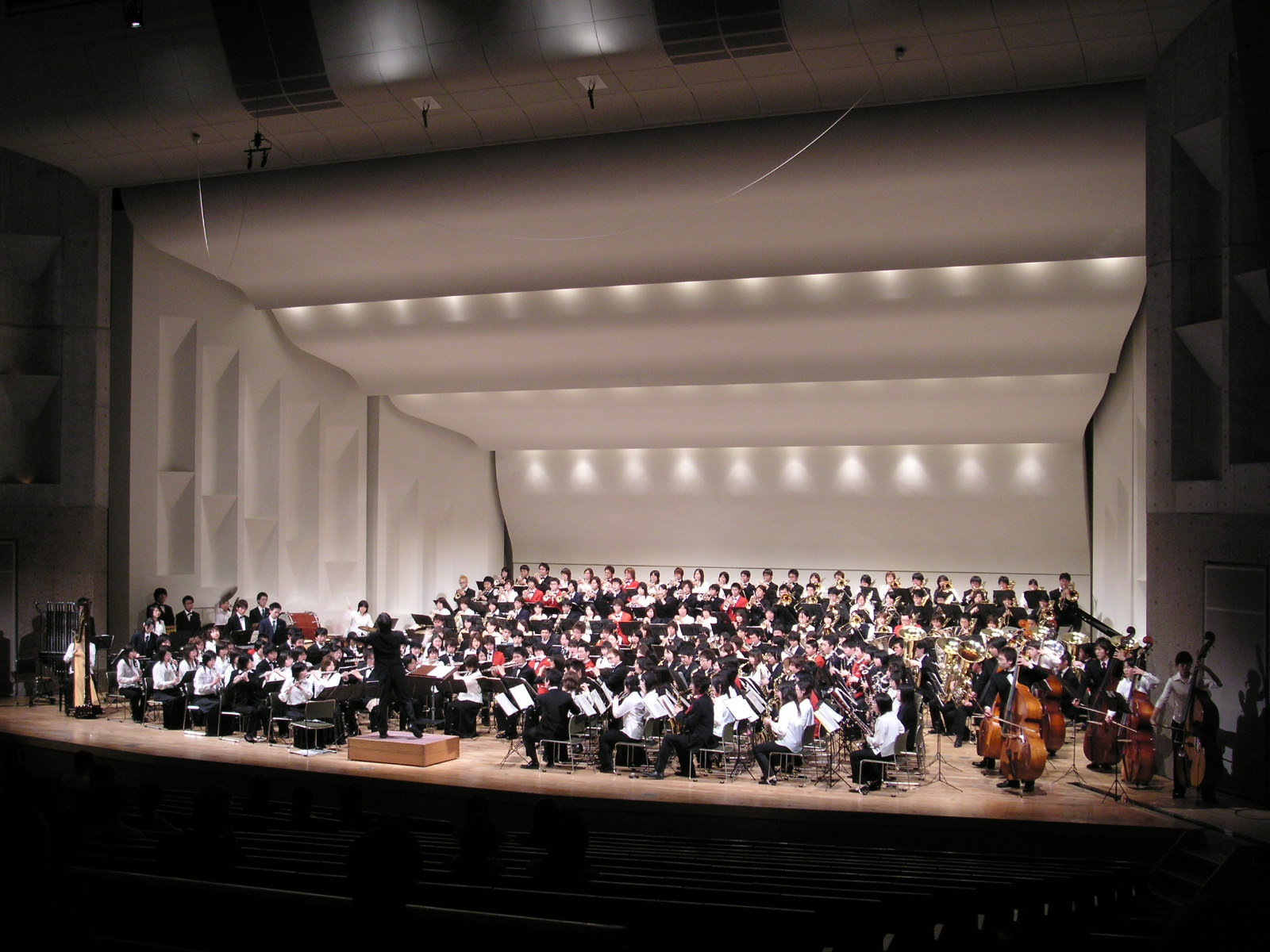
越谷コミュニティセンター サンシティホール
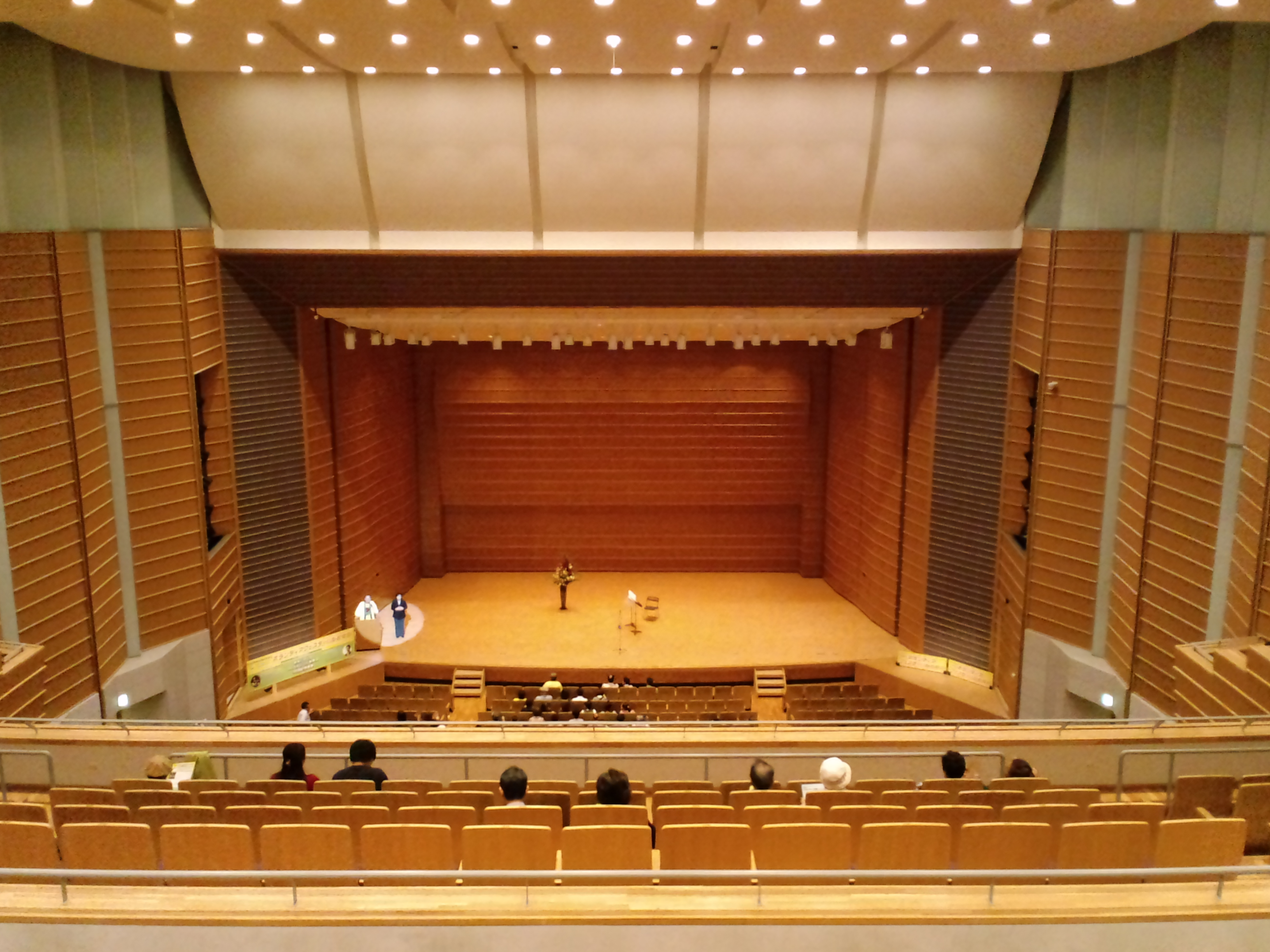
岩見沢市民会館・文化センター
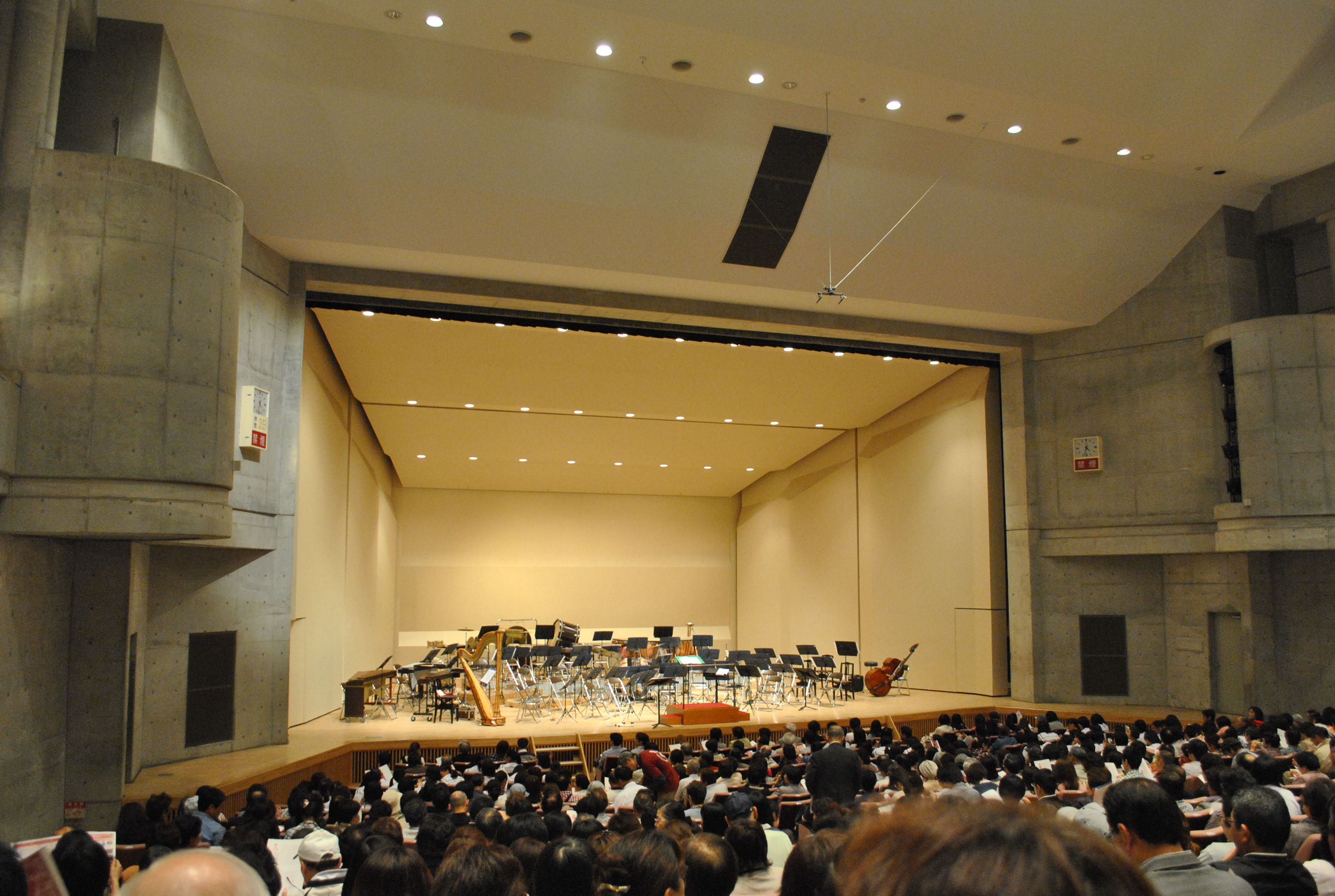
矢吹町文化センター